# Cañón de asalto

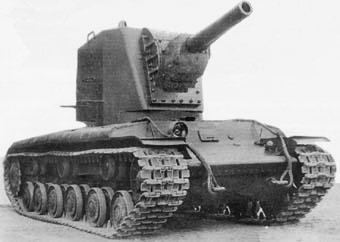
Prototipo del cañón de asalto soviético KV-2.

Un cañón de asalto es un cañón u obús montando en un vehículo de motor o un chasis blindado, diseñado para ser utilizado como apoyo de infantería en ataques directos contra la infantería enemiga o posiciones fortificadas.
Este cañón autopropulsado es fijo, carece de capacidad de rotación o giro sobre su montaje, de lo contrario pasa a convertirse en tanque.
Históricamente, los cañones de asalto blindados se construían montando el arma principal en una casamata cerrada en un chasis de un carro de combate. El uso de la casamata en lugar de la torreta genérica limitaba el campo de acción del arma, pero resultaba un construcción más sencilla y barata, y menos propensa a los fallos mecánicos. El incremento de espacio y la reducción de peso del diseño sin torreta también permitía montar un cañón mayor y añadir más blindaje frontal en el chasis, y en la mayoría de los casos, reducir el perfil del vehículo como blanco para el enemigo.